# Peștii din Marea Neagră

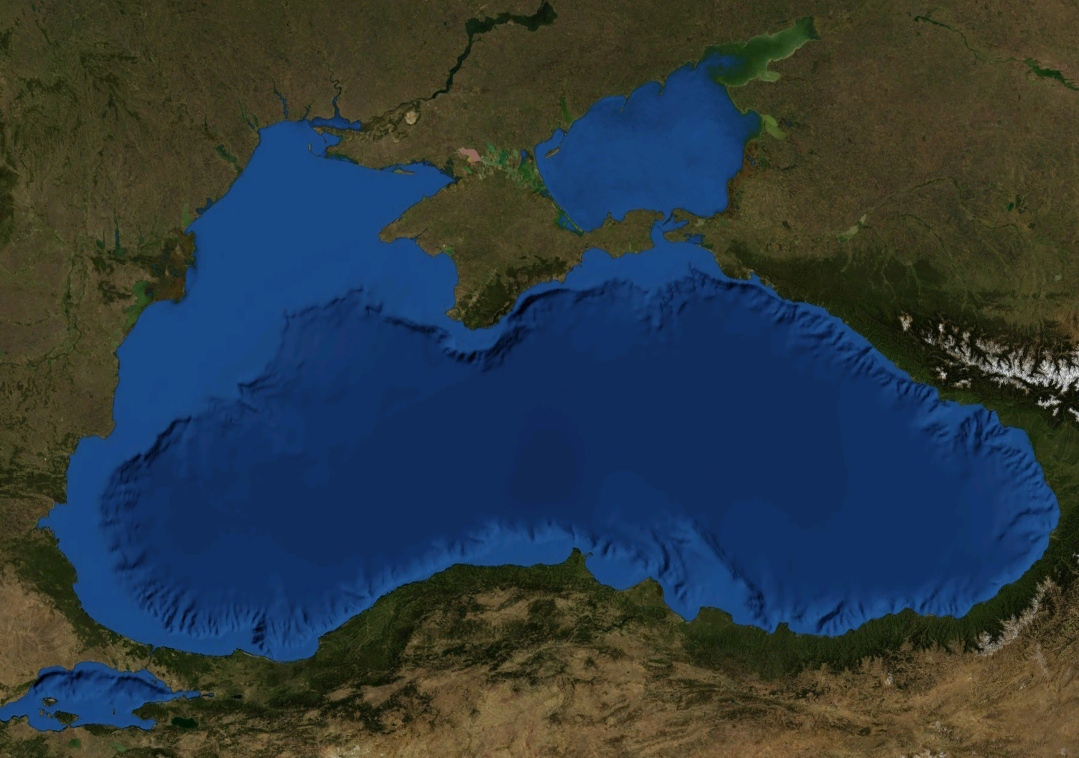
Marea Neagră

Lista peștilor din Marea Neagră conține 198 specii de pești care trăiesc în apele Mării Negre. Lista include atât reprezentanți ai faunei indigene, cât și specii invazive sau introduse. În listă sunt incluși peștii osoși (Osteichthyes), peștii cartilaginoși (Chondrichthyes) și ciclostomii (Cyclostomata). Lista cuprinde specii marine și salmastre. Apele salmastre litorale (în România complexul Razelm-Sinoe, melelele de la gurile Dunării) sunt populate de specii eurihaline, fie dulcicole, fie marine, precum și de specii migratoare. Speciile migratoare (peștii diadromi) întreprind migrațiuni periodice din mare în apele dulci (pești anadromi) și invers (pești catadromi). 
Pe litoralul românesc al Mării Negre au fost identificate 131 specii de pești (fauna piscicolă de la litoralul românesc cuprinde, potențial, peste 140 de specii și subspecii ), pe litoralul bulgăresc 187, turcesc 167, ucrainean 155, rusesc 112 și pe cel georgian 110 specii. După starea de conservare după criteriile IUCN, 9 specii sunt critic amenințate cu dispariția, o specie amenințată cu dispariția, 11 specii sunt vulnerabile, 4 sunt aproape amenințate cu dispariția, 139 neamenințate cu dispariția; pentru 15 specii sunt date insuficiente pentru evaluarea stării de conservare, iar 19 specii nu au fost încă evaluate. Cele 9 specii critic amenințate cu dispariția sunt: Squatina squatina (rechinul înger), Acipenser gueldenstaedtii (nisetrul), Acipenser nudiventris (viza), Acipenser persicus (sturionul persan), Acipenser stellatus (păstruga), Acipenser sturio (șipul), Huso huso (morunul), Anguilla anguilla (anghila europeană), Knipowitschia cameliae (guvidul mic din Delta Dunării).

## Istoric
Prima descriere a peștilor din Marea Neagră a fost făcută de către Pallas în 1811. A. Nordmann descrie, în Prodrome de la faune Pontique (1840), 173 de specii de pești din Marea Neagră și fluviile care se varsă în ea. Cele mai complete informații despre speciile de pești din Marea Neagră au fost date de Slastenenko (1955-1956), care a descris 189 de specii. Datele cu privire la biodiversitatea speciilor de pești din Marea Neagră pot fi găsite și în lucrările lui Berg (1949), Rass (1949, 1965), Svetovidov (1964) și Vasileva (2007). Svetovidov (1964) a descris 150 specii de pești marini și diadromi (care întreprind migrațiuni periodice din mare în apele dulci și invers) în apele Mării Negre. Vasileva (2007) a descris 176 specii de pești în Marea Neagră.
În România ihtiofauna Mării Negre este studiată de Antipa, Borcea, Bănărescu, Oțel etc. Grigore Antipa semnalează șipul (Acipenser sturio) pentru prima oară în Marea Neagră, iar în 1941 publică prima lucrare monografică monumentală asupra Mării Negre intitulată Marea Neagră și ihtiologia ei. Între 1926 și 1937, Ioan Borcea, profesor la Universitatea din Iași și fondatorul Stațiunii zoologice marine de la Agigea (1926), are o susținută activitate ihtiologică; cercetările sale se referă la biologia și migrațiunile principalelor specii de pești din Marea Neagră, la clupeide, mugilide, gobiide, bleniide și labride. Printre monografiile lui Ioan Borcea se remarcă: Observations sur la faune des lacs Razelm (1926); Fauna Mării Negre pe litoralul Dobrogei (1928); Observations sur les poissons migrateurs dans les eaus roumaines de la Mer Noire (1929); Quelques considerations sur la faune de la Mer Noire en face du littoral roumain  (1930); Nouvelles contributions a l'étude de la faune benthonique dans la Mer Noire, près du litoral roumaine (1931); Revision systematique et distributions geographiques des Gobbides de la Mer Noire et particulierement des eaux roumaines  (1934); Les clupeides de la region littorale roumaine de la Mer Noire des eaux interieurs  (1936). În 1952 iese de sub tipar renumitul „Tratat de ichtiologie” a lui Sergiu Cărăușu, în care sunt descrise speciile de pești din România, cuprinzând și cele din Marea Neagră. În 1964 apare monografia lui Petru Bănărescu „Fauna Republicii Populare Române. Vol. XIII : Pisces - Osteichtyes (Pești ganoizi și osoși)”, iar în 1969 „Fauna Republicii Socialiste România. Vol. XII : Fascicula 1: Cyclostomata și Chondrichthyes (Cyclostomi și selacieni)” unde sunt descrise amănunțit toate speciile de pești din România, inclusiv și cele de pe litoralul romînesc al Mării Negre. Radu Gheorghe și Radu Elena publică în 2008 „Determinator al principalelor specii de pești din Marea Neagră”.

## Legendă
Următoarele etichete sunt utilizate pentru a indica starea de conservare a speciilor după criteriile IUCN:
| EX | Extinct               | Dispărută                        |
| CR | Critically Endangered | Critic amenințată cu dispariția  |
| EN | Endangered            | Amenințată cu dispariția         |
| VU | Vulnerable            | Vulnerabilă                      |
| NT | Near Threatened       | Aproape amenințată cu dispariția |
| LC | Least Concern         | Neamenințată cu dispariția       |
| DD | Data Deficient        | Date insuficiente                |
| NE | Not Evaluated         | Neevaluată                       |

Toate speciile enumerate mai jos sunt clasificate după originea lor ca native, introduse, invazive și specii accidentale.

## Lista
| Denumirea științifică latină                                                                                         | Autorul taxonului                   | Denumirea română                                        | Originea speciei | Țara unde se întâlnește                            | Statutul IUCN                    | Imaginea |
| Ordinul: Petromyzontiformes                                                                                          |                                     |                                                         |                  |                                                    |                                  |          |
| Familia: Petromyzontidae                                                                                             |                                     |                                                         |                  |                                                    |                                  |          |
| Eudontomyzon mariae                                                                                                  | (Berg, 1931)                        | Chișcar de râu, Chișcar ucrainean                       | Nativă           | Bulgaria, România, Rusia, Turcia, Ucraina          | Neamenințată cu dispariția       |          |
| Ordinul: Rajiformes                                                                                                  |                                     |                                                         |                  |                                                    |                                  |          |
| Familia: Rajidae |                                     |                                                         |                  |                                                    |                                  |          |
| Raja clavata | Linnaeus, 1758                      | Vatos, Vulpe de mare                                    | Nativă           | Bulgaria, Georgia, România, Rusia, Turcia, Ucraina | Aproape amenințată cu dispariția |          |
| Ordinul: Myliobatiformes                                                                                             |                                     |                                                         |                  |                                                    |                                  |          |
| Familia: Dasyatidae                                                                                                  |                                     |                                                         |                  |                                                    |                                  |          |
| Dasyatis pastinaca                                                                                                   | Linnaeus, 1758                      | Pisică de mare comună                                   | Nativă           | Bulgaria, Georgia, România, Rusia, Turcia, Ucraina | Date insuficiente                |          |
| Familia: Gymnuridae                                                                                                  |                                     |                                                         |                  |                                                    |                                  |          |
| Gymnura altavela | (Linnaeus, 1758)                    | Gimnură                                                 | Accidentală      | Turcia                                             | Vulnerabilă                      |          |
| Ordinul: Carcharhiniformes                                                                                           |                                     |                                                         |                  |                                                    |                                  |          |
| Familia: Scyliorhinidae                                                                                              |                                     |                                                         |                  |                                                    |                                  |          |
| Scyliorhinus canicula                                                                                                | (Linnaeus, 1758)                    | Rechin pisică                                           | Accidentală      | Bulgaria, Turcia                                   | Neamenințată cu dispariția       |          |
| Familia: Sphyrnidae                                                                                                  |                                     |                                                         |                  |                                                    |                                  |          |
| Sphyrna zygaena | (Linnaeus, 1758)                    | Pește ciocan, Rechin ciocan                             | Accidentală      | Bulgaria, România                                  | Vulnerabilă                      |          |
| Ordinul: Hexanchiformes                                                                                              |                                     |                                                         |                  |                                                    |                                  |          |
| Familia: Hexanchidae                                                                                                 |                                     |                                                         |                  |                                                    |                                  |          |
| Hexanchus griseus | (Bonnaterre, 1788)                  | Rechin cu șase branhii                                  | Accidentală      | Turcia                                             | Aproape amenințată cu dispariția |          |
| Ordinul: Lamniformes                                                                                                 |                                     |                                                         |                  |                                                    |                                  |          |
| Familia: Alopiidae                                                                                                   |                                     |                                                         |                  |                                                    |                                  |          |
| Alopias vulpinus | (Bonnaterre, 1788)                  | Rechin vulpe                                            | Accidentală      | Bulgaria, Turcia                                   | Vulnerabilă                      |          |
| Ordinul: Squaliformes                                                                                                |                                     |                                                         |                  |                                                    |                                  |          |
| Familia: Squalidae                                                                                                   |                                     |                                                         |                  |                                                    |                                  |          |
| Squalus acanthias | Linnaeus, 1758                      | Câine de mare                                           | Nativă           | Bulgaria, Georgia, România, Rusia, Turcia, Ucraina | Vulnerabilă                      |          |
| Squalus blainville                                                                                                   | (Risso, 1827)                       | Rechin spinos                                           | Nativă           | Bulgaria, Georgia, Turcia                          | Date insuficiente                |          |
| Ordinul: Squatiniformes                                                                                              |                                     |                                                         |                  |                                                    |                                  |          |
| Familia: Squatinidae                                                                                                 |                                     |                                                         |                  |                                                    |                                  |          |
| Squatina squatina | Linnaeus, 1758                      | Rechin înger, Rechin călugăr                            | Accidentală      | Bulgaria, Turcia                                   | Critic amenințată cu dispariția  |          |
| Ordinul: Acipenseriformes                                                                                            |                                     |                                                         |                  |                                                    |                                  |          |
| Familia: Acipenseridae                                                                                               |                                     |                                                         |                  |                                                    |                                  |          |
| Acipenser gueldenstaedtii                                                                                            | (Brandt & Ratzeburg, 1833)          | Nisetru                                                 | Nativă           | Bulgaria, Georgia, România, Rusia, Turcia, Ucraina | Critic amenințată cu dispariția  |          |
| Acipenser nudiventris                                                                                                | Lovetsky, 1828                      | Viză                                                    | Nativă           | Bulgaria, Georgia, România, Rusia, Turcia, Ucraina | Critic amenințată cu dispariția  |          |
| Acipenser persicus                                                                                                   | Borodin, 1897                       | Sturion persan                                          | Nativă           | Bulgaria, Georgia                                  | Critic amenințată cu dispariția  |          |
| Acipenser ruthenus                                                                                                   | Linnaeus, 1758                      | Cegă                                                    | Nativă           | Bulgaria, Georgia, România, Rusia, Turcia, Ucraina | Vulnerabilă                      |          |
| Acipenser stellatus                                                                                                  | Pallas, 1771                        | Păstrugă                                                | Nativă           | Bulgaria, Georgia, România, Rusia, Turcia, Ucraina | Critic amenințată cu dispariția  |          |
| Acipenser sturio | Linnaeus, 1758                      | Șip                                                     | Nativă           | Bulgaria, Georgia, România, Rusia, Turcia, Ucraina | Critic amenințată cu dispariția  |          |
| Huso huso | Linnaeus, 1758                      | Morun                                                   | Nativă           | Bulgaria, Georgia, România, Rusia, Turcia, Ucraina | Critic amenințată cu dispariția  |          |
| Ordinul: Anguilliformes                                                                                              |                                     |                                                         |                  |                                                    |                                  |          |
| Familia: Anguillidae                                                                                                 |                                     |                                                         |                  |                                                    |                                  |          |
| Anguilla anguilla | Linnaeus, 1758                      | Anghilă europeană                                       | Nativă           | Bulgaria, Georgia, România, Rusia, Turcia, Ucraina | Critic amenințată cu dispariția  |          |
| Familia: Congridae                                                                                                   |                                     |                                                         |                  |                                                    |                                  |          |
| Conger conger | Linnaeus, 1758                      | Anghilă de mare                                         | Accidentală      | Bulgaria, România, Turcia, Ucraina                 | Neamenințată cu dispariția       |          |
| Ordinul: Clupeiformes                                                                                                |                                     |                                                         |                  |                                                    |                                  |          |
| Familia: Engraulidae                                                                                                 |                                     |                                                         |                  |                                                    |                                  |          |
| Engraulis encrasicolus                                                                                               | Linnaeus, 1758                      | Hamsie                                                  | Nativă           | Bulgaria, Georgia, România, Rusia, Turcia, Ucraina | Neamenințată cu dispariția       |          |
| Familia: Clupeidae                                                                                                   |                                     |                                                         |                  |                                                    |                                  |          |
| Alosa caspia paleostomi (inclusă de unii autori ca subspecie Caspialosa tanaica palaeostomi în specia Alosa tanaica) | (Sadowsky, 1934)                    | Rizeafcă palestiniană                                   | Nativă           | Georgia, Ucraina                                   | Neamenințată cu dispariția       |          |
| Alosa fallax | Lacépède, 1800                      | Chepă                                                   | Nativă           | Bulgaria, România, Rusia, Turcia, Ucraina          | Neamenințată cu dispariția       |          |
| Alosa immaculata | Bennett, 1835                       | Scrumbie de Dunăre                                      | Nativă           | Bulgaria, Georgia, România, Rusia, Turcia, Ucraina | Vulnerabilă                      |          |
| Alosa maeotica | Grimm, 1901                         | Scrumbie de mare                                        | Nativă           | Bulgaria, Georgia, România, Rusia, Turcia, Ucraina | Neamenințată cu dispariția       |          |
| Alosa tanaica | (Grimm, 1901)                       | Rizeafcă                                                | Nativă           | Bulgaria, Georgia, România, Rusia, Turcia, Ucraina | Neamenințată cu dispariția       |          |
| Clupeonella cultriventris                                                                                            | (Nordmann, 1840)                    | Gingirică                                               | Nativă           | Bulgaria, Georgia, România, Rusia, Turcia, Ucraina | Neamenințată cu dispariția       |          |
| Sardina pilchardus                                                                                                   | Walbaum, 1792                       | Sardea                                                  | Nativă           | Bulgaria, Georgia, România, Rusia, Turcia, Ucraina | Neamenințată cu dispariția       |          |
| Sardinella aurita | Valenciennes, 1847                  | Sardeluță                                               | Accidentală      | Bulgaria, Georgia, România, Turcia, Ucraina        | Neamenințată cu dispariția       |          |
| Sprattus sprattus | (Linnaeus, 1758)                    | Șprot                                                   | Nativă           | Bulgaria, Georgia, România, Rusia, Turcia, Ucraina | Neevaluată                       |          |
| Ordinul: Salmoniformes                                                                                               |                                     |                                                         |                  |                                                    |                                  |          |
| Familia: Salmonidae                                                                                                  |                                     |                                                         |                  |                                                    |                                  |          |
| Salmo coruhensis | Turan, Kottelat & Engin, 2010       | Păstrăv de Çoruh                                        | Nativă           | Georgia, Turcia                                    | Neevaluată                       |          |
| Salmo labrax (Salmo trutta labrax)                                                                                   | Pallas, 1814                        | Păstrăv de mare                                         | Nativă           | Bulgaria, Georgia, România, Rusia, Turcia, Ucraina | Neamenințată cu dispariția       |          |
| Salmo rizeensis | Turan, Kottelat & Engin, 2010       | Păstrăv de Rize                                         | Nativă           | Georgia, Turcia                                    | Neevaluată                       |          |
| Salmo trutta | Linnaeus, 1758                      | Păstrăv                                                 | Introdusă        | Bulgaria, România, Rusia, Turcia, Ucraina          | Neamenințată cu dispariția       |          |
| Ordinul: Gadiformes                                                                                                  |                                     |                                                         |                  |                                                    |                                  |          |
| Familia: Gadidae |                                     |                                                         |                  |                                                    |                                  |          |
| Merlangius merlangus, (Odontogadus merlangus, Odontogadus merlangus euxinus)                                         | Linnaeus, 1758                      | Bacaliar                                                | Nativă           | Bulgaria, Georgia, România, Rusia, Turcia, Ucraina | Neamenințată cu dispariția       |          |
| Micromesistius poutassou                                                                                             | (Risso, 1827)                       | Putasu, Merlan albastru                                 | Accidentală      | Bulgaria, Ucraina                                  | Neevaluată                       |          |
| Familia: Lotidae |                                     |                                                         |                  |                                                    |                                  |          |
| Gaidropsarus mediterraneus                                                                                           | (Linnaeus, 1758)                    | Galea                                                   | Nativă           | Bulgaria, Georgia, România, Rusia, Turcia, Ucraina | Neevaluată                       |          |
| Familia: Merlucciidae                                                                                                |                                     |                                                         |                  |                                                    |                                  |          |
| Merluccius merluccius                                                                                                | (Linneus, 1758)                     | Merluciu european                                       | Nativă           | Bulgaria, Georgia, Turcia                          | Neamenințată cu dispariția       |          |
| Ordinul: Ophidiiformes                                                                                               |                                     |                                                         |                  |                                                    |                                  |          |
| Familia: Ophidiidae                                                                                                  |                                     |                                                         |                  |                                                    |                                  |          |
| Ophidion rochei | Müller, 1845                        | Cordea, Pește de noapte                                 | Nativă           | Bulgaria, Georgia, România, Rusia, Turcia, Ucraina | Date insuficiente                |          |
| Ordinul: Lophiiformes                                                                                                |                                     |                                                         |                  |                                                    |                                  |          |
| Familia: Lophiidae                                                                                                   |                                     |                                                         |                  |                                                    |                                  |          |
| Lophius budegassa | (Spinola, 1807)                     | Pește pescar sud-european, Pește pescar cu burta neagră | Nativă           | Turcia                                             | Date insuficiente                |          |
| Lophius piscatorius                                                                                                  | Linnaeus, 1758                      | Pește pescar, Drac de mare, Diavol de mare              | Nativă           | Bulgaria, Georgia, România, Rusia, Turcia, Ucraina | Neamenințată cu dispariția       |          |
| Ordinul: Atheriniformes                                                                                              |                                     |                                                         |                  |                                                    |                                  |          |
| Familia: Atherinidae                                                                                                 |                                     |                                                         |                  |                                                    |                                  |          |
| Atherina boyeri (Atherina pontica)                                                                                   | Risso, 1810                         | Aterină                                                 | Nativă           | Bulgaria, Georgia, România, Rusia, Turcia, Ucraina | Neamenințată cu dispariția       |          |
| Atherina hepsetus | Linnaeus, 1758                      | Aterină mare                                            | Nativă           | Bulgaria, Georgia, România, Rusia, Turcia, Ucraina | Neevaluată                       |          |
| Ordinul: Beloniformes                                                                                                |                                     |                                                         |                  |                                                    |                                  |          |
| Familia: Belonidae                                                                                                   |                                     |                                                         |                  |                                                    |                                  |          |
| Belone belone | (Linnaeus, 1761)                    | Zărgan, Zărgan pontic                                   | Nativă           | Bulgaria, Georgia, România, Rusia, Turcia, Ucraina | Neamenințată cu dispariția       |          |
| Ordinul: Cyprinodontiformes                                                                                          |                                     |                                                         |                  |                                                    |                                  |          |
| Familia: Poeciliidae                                                                                                 |                                     |                                                         |                  |                                                    |                                  |          |
| Gambusia holbrooki                                                                                                   | Girard, 1859                        | Gambuzie orientală                                      | Introdusă        | Bulgaria, Georgia, România, Turcia                 | Neamenințată cu dispariția       |          |
| Ordinul: Zeiformes                                                                                                   |                                     |                                                         |                  |                                                    |                                  |          |
| Familia: Zeidae |                                     |                                                         |                  |                                                    |                                  |          |
| Zeus faber (include și specia Zeus pungio)                                                                           | Linnaeus, 1758                      | Dulgher mare, Dulgher                                   | Nativă           | Bulgaria, Georgia, România, Rusia, Turcia, Ucraina | Date insuficiente                |          |
| Ordinul: Gasterosteiformes                                                                                           |                                     |                                                         |                  |                                                    |                                  |          |
| Familia: Gasterosteidae                                                                                              |                                     |                                                         |                  |                                                    |                                  |          |
| Gasterosteus aculeatus                                                                                               | Linnaeus, 1758                      | Ghidrin                                                 | Nativă           | Bulgaria, Georgia, România, Rusia, Turcia, Ucraina | Neamenințată cu dispariția       |          |
| Pungitius platygaster                                                                                                | (Kessler, 1859)                     | Pălămidă de baltă, Osar                                 | Nativă           | Bulgaria, România, Rusia, Turcia, Ucraina          | Neamenințată cu dispariția       |          |
| Ordinul: Syngnathiformes                                                                                             |                                     |                                                         |                  |                                                    |                                  |          |
| Familia: Syngnathidae                                                                                                |                                     |                                                         |                  |                                                    |                                  |          |
| Hippocampus guttulatus (Hippocampus hippocampus microstephanus)                                                      | (Cuvier, 1829)                      | Căluț de mare                                           | Nativă           | Bulgaria, Georgia, România, Rusia, Turcia, Ucraina | Date insuficiente                |          |
| Nerophis ophidion | (Linnaeus, 1758)                    | Ață de mare                                             | Nativă           | Bulgaria, Georgia, România, Rusia, Turcia, Ucraina | Neamenințată cu dispariția       |          |
| Syngnathus abaster (Syngnathus nigrolineatus)                                                                        | Risso, 1826                         | Undrea, Undrea de mare                                  | Nativă           | Bulgaria, Georgia, România, Rusia, Turcia, Ucraina | Neamenințată cu dispariția       |          |
| Syngnathus acus | Linnaeus, 1758                      | Ac de mare comun                                        | Accidentală      | Bulgaria,Turcia, Ucraina                           | Neamenințată cu dispariția       |          |
| Syngnathus schmidti                                                                                                  | Popov, 1927                         | Ac de mare ghimpat                                      | Nativă           | Bulgaria, Georgia, România, Rusia, Turcia, Ucraina | Date insuficiente                |          |
| Syngnathus tenuirostris                                                                                              | Rathke, 1837                        | Ac de mare cenușiu, Ac de mare cu bot subțire           | Nativă           | Bulgaria, Georgia, România, Rusia, Turcia, Ucraina | Date insuficiente                |          |
| Syngnathus typhle | Linnaeus, 1758                      | Ac de mare                                              | Nativă           | Bulgaria, Georgia, România, Rusia, Turcia, Ucraina | Neamenințată cu dispariția       |          |
| Syngnathus variegatus                                                                                                | Pallas, 1814                        | Ac de mare vărgat, Ac de mare vărgat cu alb             | Nativă           | Bulgaria, Georgia, România, Rusia, Turcia, Ucraina | Date insuficiente                |          |
| Ordinul: Scorpaeniformes                                                                                             |                                     |                                                         |                  |                                                    |                                  |          |
| Familia: Scorpaenidae                                                                                                |                                     |                                                         |                  |                                                    |                                  |          |
| Scorpaena notata | Rafinesque, 1810                    | Scorpie de mare mică                                    | Nativă           | Rusia, Turcia                                      | Neamenințată cu dispariția       |          |
| Scorpaena porcus | Linnaeus, 1758                      | Scorpie de mare                                         | Nativă           | Bulgaria, Georgia, România, Rusia, Turcia, Ucraina | Neamenințată cu dispariția       |          |
| Familia: Dactylopteridae                                                                                             |                                     |                                                         |                  |                                                    |                                  |          |
| Dactylopterus volitans                                                                                               | Linnaeus, 1758                      | Peștele zburător european                               | Accidentală      | Bulgaria, Ucraina                                  | Neamenințată cu dispariția       |          |
| Familia: Triglidae                                                                                                   |                                     |                                                         |                  |                                                    |                                  |          |
| Chelidonichthys cuculus                                                                                              | (Linnaeus, 1758)                    | Rândunică de mare roșie                                 | Accidentală      | Bulgaria, Turcia, Ucraina                          | Neamenințată cu dispariția       |          |
| Chelidonichthys lucerna (Trigla lucerna)                                                                             | (Linnaeus, 1758)                    | Rândunică de mare                                       | Nativă           | Bulgaria, Georgia, România, Rusia, Turcia, Ucraina | Neamenințată cu dispariția       |          |
| Eutrigla gurnardus                                                                                                   | (Linnaeus, 1758)                    | Rândunică de mare cenușie                               | Accidentală      | Bulgaria, Turcia                                   | Neevaluată                       |          |
| Ordinul: Gobiesociformes                                                                                             |                                     |                                                         |                  |                                                    |                                  |          |
| Familia: Gobiesocidae                                                                                                |                                     |                                                         |                  |                                                    |                                  |          |
| Apletodon bacescui (Apletodon dentatus bacescui, Apletodon microcephalus bacescui)                                   | (Murgoci, 1940)                     | Pește ventuză cu cap mic                                | Nativă           | Bulgaria, România, Turcia                          | Neamenințată cu dispariția       |          |
| Diplecogaster bimaculata                                                                                             | (Bonnaterre, 1788)                  | Pește ventuză bimaculat                                 | Nativă           | Bulgaria, România, Rusia, Turcia, Ucraina          | Neamenințată cu dispariția       |          |
| Lepadogaster candolii                                                                                                | Risso, 1810                         | Pește ventuză Candolle, Pește ventuză cu botul gros     | Nativă           | Bulgaria, România, Georgia, Rusia, Turcia, Ucraina | Neevaluată                       |          |
| Lepadogaster lepadogaster                                                                                            | (Bonnaterre, 1788)                  | Pește ventuză comun                                     | Nativă           | Bulgaria, Georgia, România, Rusia, Turcia, Ucraina | Neamenințată cu dispariția       |          |
| Ordinul: Perciformes                                                                                                 |                                     |                                                         |                  |                                                    |                                  |          |
| Familia: Blenniidae                                                                                                  |                                     |                                                         |                  |                                                    |                                  |          |
| Aidablennius sphynx (Blennius sphinx)                                                                                | (Valenciennes, 1836)                | Iepuraș de mare, Cocoșel de mare                        | Nativă           | Bulgaria, Georgia, România, Rusia, Turcia, Ucraina | Neamenințată cu dispariția       |          |
| Blennius ocellaris                                                                                                   | Linnaeus, 1758                      | Cocoșel de mare ocelat                                  | Nativă           | Bulgaria, Turcia, Ucraina                          | Neamenințată cu dispariția       |          |
| Coryphoblennius galerita                                                                                             | (Linnaeus, 1758)                    | Cocoșel de mare moțat                                   | Nativă           | Bulgaria, Georgia, România, Rusia, Turcia, Ucraina | Neamenințată cu dispariția       |          |
| Microlipophrys adriaticus (Lipophrys adriaticus)                                                                     | (Steindachner & Kolombatovic, 1883) | Cocoșel de mare adriatic                                | Accidentală      | Bulgaria, Turcia, Ucraina                          | Neamenințată cu dispariția       |          |
| Parablennius gattorugine                                                                                             | (Linnaeus, 1758)                    | Cocoșel de mare cu botul turtit                         | Nativă           | Bulgaria, Turcia                                   | Neamenințată cu dispariția       |          |
| Parablennius incognitus                                                                                              | Bath, 1968                          | Cocoșel de mare verde                                   | Invazivă         | Bulgaria, Georgia, Turcia, Ucraina                 | Neamenințată cu dispariția       |          |
| Parablennius sanguinolentus (Blennius sanguinolentus)                                                                | (Pallas, 1814)                      | Corosbină, Cățel de mare                                | Nativă           | Bulgaria, Georgia, România, Rusia, Turcia, Ucraina | Neamenințată cu dispariția       |          |
| Parablennius tentacularis (Blennius tentacularis)                                                                    | (Brünnich, 1768)                    | Cocoșel de mare, Cocoșel de mare tentaculat             | Nativă           | Bulgaria, Georgia, România, Rusia, Turcia, Ucraina | Neamenințată cu dispariția       |          |
| Parablennius zvonimiri (Blennius zvonimiri)                                                                          | Kolombatovic, 1892                  | Cocoș de mare, Corosbină cu coarne                      | Nativă           | Bulgaria, Georgia, România, Rusia, Turcia, Ucraina | Neamenințată cu dispariția       |          |
| Salaria pavo (Blennius pavo)                                                                                         | (Risso, 1810)                       | Corosbină cu creastă, Cocoșel de mare                   | Nativă           | Bulgaria, Georgia, România, Rusia, Turcia, Ucraina | Neamenințată cu dispariția       |          |
| Familia: Tripterygiidae                                                                                              |                                     |                                                         |                  |                                                    |                                  |          |
| Tripterygion tripteronotus                                                                                           | (Risso, 1810)                       | Corosbină cu trei înotătoare                            | Nativă           | Bulgaria, România, Rusia, Turcia, Ucraina          | Neamenințată cu dispariția       |          |
| Familia: Callionymidae                                                                                               |                                     |                                                         |                  |                                                    |                                  |          |
| Callionymus fasciatus                                                                                                | Valenciennes, 1837                  | Șoricel de mare dungat                                  | Nativă           | Bulgaria, Rusia, Turcia                            | Neamenințată cu dispariția       |          |
| Callionymus lyra | Linnaeus, 1758                      | Calionim liră                                           | Nativă           | Bulgaria, Georgia, Rusia, Turcia                   | Neamenințată cu dispariția       |          |
| Callionymus pusillus (Callionymus festivus)                                                                          | Delaroche, 1809                     | Șoricel de mare, Calionim                               | Nativă           | Bulgaria, Georgia, România, Rusia, Turcia, Ucraina | Neamenințată cu dispariția       |          |
| Callionymus risso (Callionymus belenus)                                                                              | Le Sueur, 1814                      | Șoricel de mare mic, Calionim mic                       | Nativă           | Bulgaria, Georgia, România, Rusia, Turcia, Ucraina | Neamenințată cu dispariția       |          |
| Familia: Gobiidae |                                     |                                                         |                  |                                                    |                                  |          |
| Aphia minuta | (Risso, 1810)                       | Guvid străveziu, Guvid de sticlă                        | Nativă           | Bulgaria, Georgia, România, Rusia, Turcia, Ucraina | Neevaluată                       |          |
| Babka gymnotrachelus                                                                                                 | (Kessler, 1857)                     | Moacă de nămol, Mocănaș                                 | Nativă           | Bulgaria, Georgia, România, Turcia, Ucraina        | Neamenințată cu dispariția       |          |
| Benthophiloides brauneri                                                                                             | Beling & Iljin, 1927                | Guvid de Dunăre                                         | Nativă           | Bulgaria, România, Ucraina                         | Date insuficiente                |          |
| Benthophilus stellatus                                                                                               | Sauvage, 1874                       | Umflătură                                               | Nativă           | Bulgaria, România, Ucraina                         | Neamenințată cu dispariția       |          |
| Benthophilus nudus                                                                                                   | Berg, 1898                          | Umflătură golașă pontică                                | Nativă           | Bulgaria, România, Ucraina                         | Neamenințată cu dispariția       |          |
| Caspiosoma caspium                                                                                                   | (Kessler, 1877)                     | Caspiosomă                                              | Nativă           | Bulgaria, Ucraina                                  | Neamenințată cu dispariția       |          |
| Chromogobius zebratus                                                                                                | (Kolombatovic, 1891)                | Guvid zebrat                                            | Accidentală      | Ucraina                                            | Neamenințată cu dispariția       |          |
| Chromogobius quadrivittatus                                                                                          | (Steindachner, 1863)                | Guvid cu patru dungi                                    | Nativă           | Bulgaria, Rusia, Turcia                            | Neamenințată cu dispariția       |          |
| Gammogobius steinitzi                                                                                                | (Bath, 1971)                        | Guvid Steinitz                                          | Nativă           | Bulgaria, Ucraina                                  | Neamenințată cu dispariția       |          |
| Gobius auratus | Risso, 1810                         | Guvid auriu                                             | Invazivă         | Ucraina                                            | Neamenințată cu dispariția       |          |
| Gobius bucchichi | Steindachner, 1870                  | Guvid Bucchich                                          | Nativă           | Bulgaria, Georgia, Rusia, Turcia, Ucraina          | Neamenințată cu dispariția       |          |
| Gobius cobitis | Pallas, 1814                        | Guvid gigant                                            | Nativă           | Bulgaria, Georgia, România, Rusia, Turcia, Ucraina | Neevaluată                       |          |
| Gobius cruentatus | Gmelin, 1789                        | Guvid cu gura roșie                                     | Invazivă         | Bulgaria, Turcia, Ucraina                          | Neamenințată cu dispariția       |          |
| Gobius niger | Linnaeus, 1758                      | Guvid negru                                             | Nativă           | Bulgaria, Georgia, România, Rusia, Turcia, Ucraina | Neamenințată cu dispariția       |          |
| Gobius paganellus | Linnaeus, 1758                      | Guvid de piatră                                         | Nativă           | Bulgaria, Georgia, România, Rusia, Turcia, Ucraina | Neamenințată cu dispariția       |          |
| Gobius xanthocephalus                                                                                                | Heymer & Zander, 1992               | Guvid cu capul galben                                   | Nativă           | Bulgaria, Georgia, Ucraina                         | Neamenințată cu dispariția       |          |
| Knipowitschia cameliae                                                                                               | Nalbant & Otel, 1995                | Guvid mic din Delta Dunării                             | Nativă           | Bulgaria, România                                  | Critic amenințată cu dispariția  |          |
| Knipowitschia caucasica                                                                                              | (Berg, 1916)                        | Guvid mic                                               | Nativă           | Bulgaria, Georgia, România, Turcia, Ucraina        | Neamenințată cu dispariția       |          |
| Knipowitschia longecaudata                                                                                           | (Berg, 1916)                        | Guvid cu coada lungă                                    | Nativă           | Bulgaria, România, Ucraina                         | Neamenințată cu dispariția       |          |
| Mesogobius batrachocephalus                                                                                          | (Pallas, 1814)                      | Hanos                                                   | Nativă           | Bulgaria, Georgia, România, Rusia, Turcia, Ucraina | Neamenințată cu dispariția       |          |
| Millerigobius macrocephalus                                                                                          | (Kolombatovic, 1891)                | Guvid macrocefal                                        | Invazivă         | Bulgaria, Ucraina                                  | Neamenințată cu dispariția       |          |
| Neogobius fluviatilis (Apollonia fluviatilis)                                                                        | (Pallas, 1814)                      | Zimbraș                                                 | Nativă           | Bulgaria, Georgia, România, Rusia, Turcia, Ucraina | Neamenințată cu dispariția       |          |
| Neogobius melanostomus (Apollonia melanostoma)                                                                       | (Pallas, 1814)                      | Strunghil                                               | Nativă           | Bulgaria, Georgia, România, Rusia, Turcia, Ucraina | Neamenințată cu dispariția       |          |
| Pomatoschistus bathi                                                                                                 | (Miller, 1982)                      | Guvid Bath                                              | Invazivă         | Bulgaria, Georgia, Rusia, Ucraina                  | Neamenințată cu dispariția       |          |
| Pomatoschistus marmoratus                                                                                            | (Risso, 1810)                       | Guvid de nisip                                          | Nativă           | Bulgaria, Georgia, România, Rusia, Turcia, Ucraina | Neamenințată cu dispariția       |          |
| Pomatoschistus minutus                                                                                               | (Pallas, 1770)                      | Guvid de mâl                                            | Nativă           | Bulgaria, România, Turcia, Ucraina                 | Neamenințată cu dispariția       |          |
| Pomatoschistus pictus                                                                                                | Malm, 1865                          | Guvid colorat                                           | Accidentală      | Bulgaria, Turcia, Ucraina                          | Neamenințată cu dispariția       |          |
| Ponticola cephalargoides                                                                                             | (Pinchuk, 1976)                     | Guvid de mare                                           | Nativă           | Bulgaria, România, Ucraina                         | Neamenințată cu dispariția       |          |
| Ponticola eurycephalus                                                                                               | (Kessler, 1874)                     | Guvid cu cap mare, Guvid de mare                        | Nativă           | Bulgaria, Georgia, România, Rusia, Turcia, Ucraina | Neamenințată cu dispariția       |          |
| Ponticola kessleri                                                                                                   | (Günther, 1861)                     | Guvid de baltă                                          | Nativă           | Bulgaria, România, Turcia, Ucraina                 | Neamenințată cu dispariția       |          |
| Ponticola platyrostris                                                                                               | (Pallas, 1814)                      | Guvid cu botul turtit                                   | Nativă           | Bulgaria, Georgia, România, Rusia, Turcia, Ucraina | Neamenințată cu dispariția       |          |
| Ponticola ratan | (Nordmann, 1840)                    | Guvid ratan                                             | Nativă           | Bulgaria, România, Rusia, Turcia, Ucraina          | Neevaluată                       |          |
| Ponticola syrman | (Nordmann, 1840)                    | Guvid de Razelm                                         | Nativă           | Bulgaria, România, Rusia, Ucraina                  | Neamenințată cu dispariția       |          |
| Proterorhinus marmoratus                                                                                             | (Pallas, 1814)                      | Moacă de brădiș                                         | Nativă           | Bulgaria, Georgia, România, Rusia, Turcia, Ucraina | Neamenințată cu dispariția       |          |
| Tridentiger trigonocephalus                                                                                          | (Gill, 1859)                        | Guvid cameleon                                          | Invazivă         | Bulgaria, Ucraina                                  | Neevaluată                       |          |
| Zebrus zebrus | (Risso, 1827)                       | Guvid zebră                                             | Accidentală      | Turcia                                             | Neamenințată cu dispariția       |          |
| Zosterisessor ophiocephalus (Gobius ophiocephalus)                                                                   | (Pallas, 1814)                      | Guvid de iarbă                                          | Nativă           | Bulgaria, Georgia, România, Rusia, Turcia, Ucraina | Neamenințată cu dispariția       |          |
| Familia: Labridae |                                     |                                                         |                  |                                                    |                                  |          |
| Coris julis | (Linnaeus, 1758)                    | Pește păun                                              | Nativă           | Bulgaria, România, Turcia                          | Neamenințată cu dispariția       |          |
| Ctenolabrus rupestris                                                                                                | (Linnaeus, 1758)                    | Lapină, Lapină rupestră                                 | Nativă           | Bulgaria, Georgia, România, Rusia, Turcia, Ucraina | Neamenințată cu dispariția       |          |
| Labrus bergylta | Linnaeus, 1758                      | Buzat curcubeu                                          | Nativă           | Bulgaria, Turcia                                   | Neamenințată cu dispariția       |          |
| Labrus merula | Linnaeus, 1758                      | Buzat cafeniu                                           | Nativă           | Bulgaria, Turcia                                   | Neamenințată cu dispariția       |          |
| Labrus viridis | Linnaeus, 1758                      | Buzat, Lapină mare                                      | Nativă           | Bulgaria, România, Turcia, Ucraina                 | Vulnerabilă                      |          |
| Symphodus cinereus                                                                                                   | (Bonnaterre, 1788)                  | Lapină cenușie, Lapină comună                           | Nativă           | Bulgaria, Georgia, România, Rusia, Turcia, Ucraina | Neamenințată cu dispariția       |          |
| Symphodus ocellatus                                                                                                  | Forsskål, 1775                      | Steluță, Lapină steluță                                 | Nativă           | Bulgaria, Georgia, România, Rusia, Turcia, Ucraina | Neamenințată cu dispariția       |          |
| Symphodus roissali                                                                                                   | (Risso, 1810)                       | Lapină cu cinci pete                                    | Nativă           | Bulgaria, Georgia, România, Rusia, Turcia, Ucraina | Neamenințată cu dispariția       |          |
| Symphodus rostratus (Symphodus scina)                                                                                | (Bloch, 1791)                       | Lapină cu bot mare                                      | Nativă           | Bulgaria, Georgia, România, Rusia, Turcia, Ucraina | Neamenințată cu dispariția       |          |
| Symphodus tinca | (Linnaeus, 1758)                    | Lapină păun, Lapină brună                               | Nativă           | Bulgaria, Georgia, România, Rusia, Turcia, Ucraina | Neamenințată cu dispariția       |          |
| Familia: Pomacentridae                                                                                               |                                     |                                                         |                  |                                                    |                                  |          |
| Chromis chromis | (Linnaeus, 1758)                    | Castanelă, Cromis, Cromos, Biban de mare galben         | Nativă           | Bulgaria, Georgia, România, Rusia, Turcia, Ucraina | Neamenințată cu dispariția       |          |
| Familia: Mugilidae                                                                                                   |                                     |                                                         |                  |                                                    |                                  |          |
| Chelon labrosus | (Risso, 1827)                       | Chefal buzat                                            | Nativă           | Bulgaria,Turcia, Ucraina                           | Neamenințată cu dispariția       |          |
| Liza aurata | (Risso, 1810)                       | Chefal, Chefal auriu, Singhil                           | Nativă           | Bulgaria, Georgia, România, Rusia, Turcia, Ucraina | Neamenințată cu dispariția       |          |
| Liza haematocheilus (Mugil soiuy)                                                                                    | (Temminck & Schlegel, 1845)         | Chefal cu ochii roșii, Pilengas                         | Introdusă        | Bulgaria, Georgia, România, Rusia, Turcia, Ucraina | Neevaluată                       |          |
| Liza ramada | (Risso, 1810)                       | Platarin, Chefal cu coada lată                          | Nativă           | Bulgaria, România, Turcia, Ucraina                 | Neamenințată cu dispariția       |          |
| Liza saliens | (Risso, 1810)                       | Ostreinos                                               | Nativă           | Bulgaria, Georgia, România, Rusia, Turcia, Ucraina | Neamenințată cu dispariția       |          |
| Mugil cephalus | Linnaeus, 1758                      | Laban, Chefal mare                                      | Nativă           | Bulgaria, Georgia, România, Rusia, Turcia, Ucraina | Neamenințată cu dispariția       |          |
| Familia: Carangidae                                                                                                  |                                     |                                                         |                  |                                                    |                                  |          |
| Lichia amia | Linnaeus, 1758                      | Lichie                                                  | Nativă           | Bulgaria, Turcia                                   | Neamenințată cu dispariția       |          |
| Trachurus mediterraneus (subspecia Trachurus mediterraneus ponticus)                                                 | (Steindachner, 1868)                | Stavrid, Stavrid mare                                   | Nativă           | Bulgaria, Georgia, România, Rusia, Turcia, Ucraina | Neamenințată cu dispariția       |          |
| Trachurus trachurus                                                                                                  | (Linnaeus, 1758)                    | Stavrid atlantic, Stavrid negru                         | Nativă           | Bulgaria, România, Turcia, Ucraina                 | Vulnerabilă                      |          |
| Naucrates ductor | (Linnaeus, 1758)                    | Pește pilot                                             | Accidentală      | Bulgaria, Turcia, Ucraina                          | Neamenințată cu dispariția       |          |
| Familia: Centracanthidae                                                                                             |                                     |                                                         |                  |                                                    |                                  |          |
| Centracanthus cirrus                                                                                                 | Rafinesque, 1810                    | Smarid mustăcios, Centracant                            | Invazivă         | România, Turcia                                    | Neamenințată cu dispariția       |          |
| Spicara maena | (Linnaeus, 1758)                    | Smarid mediteranean                                     | Nativă           | Bulgaria,Rusia, Turcia, Ucraina                    | Neamenințată cu dispariția       |          |
| Spicara flexuosa (Spicara maena flexuosa)                                                                            | Rafnesque, 1810                     | Smarid mediteranean                                     | Nativă           | Bulgaria, Georgia, România, Rusia, Turcia, Ucraina | Neamenințată cu dispariția       |          |
| Spicara smaris | (Linnaeus, 1758)                    | Smarid, Smarid auriu                                    | Nativă           | Bulgaria, Georgia, România, Rusia, Turcia, Ucraina | Neamenințată cu dispariția       |          |
| Familia: Centrarchidae                                                                                               |                                     |                                                         |                  |                                                    |                                  |          |
| Lepomis gibbosus | (Linnaeus, 1758)                    | Biban soare                                             | Invazivă         | Bulgaria, România, Ucraina                         | Neamenințată cu dispariția       |          |
| Familia: Chaetodontidae                                                                                              |                                     |                                                         |                  |                                                    |                                  |          |
| Heniochus acuminatus                                                                                                 | (Linnaeus, 1758)                    | Pește flamură                                           | Accidentală      | Bulgaria, Ucraina                                  | Neamenințată cu dispariția       |          |
| Familia: Moronidae                                                                                                   |                                     |                                                         |                  |                                                    |                                  |          |
| Dicentrarchus labrax (Morone labrax)                                                                                 | (Linnaeus, 1758)                    | Lavrac, Lup de mare                                     | Nativă           | Bulgaria, Georgia, România, Rusia, Turcia, Ucraina | Neamenințată cu dispariția       |          |
| Morone saxatilis | (Walbaum, 1792)                     | Lavrac vărgat, Biban vărgat                             | Introdusă        | Bulgaria, Rusia, Ucraina                           | Neamenințată cu dispariția       |          |
| Familia: Mullidae |                                     |                                                         |                  |                                                    |                                  |          |
| Mullus barbatus | Linnaeus, 1758                      | Barbun                                                  | Nativă           | Bulgaria, Georgia, România, Rusia, Turcia, Ucraina | Neamenințată cu dispariția       |          |
| Mullus surmuletus | Linnaeus, 1758                      | Barbun vărgat, Barbun roșu                              | Nativă           | Bulgaria                                           | Neamenințată cu dispariția       |          |
| Familia: Percidae |                                     |                                                         |                  |                                                    |                                  |          |
| Percarina demidoffii                                                                                                 | Nordmann, 1840                      | Percarină pontică, Biban mic                            | Nativă           | Bulgaria, România, Ucraina                         | Aproape amenințată cu dispariția |          |
| Percarina maeotica                                                                                                   | Kuznetsov, 1888                     | Percarină de Azov                                       | Nativă           | Bulgaria, Rusia, Ucraina                           | Neamenințată cu dispariția       |          |
| Sander marinus | (Cuvier, 1828)                      | Salău de mare                                           | Nativă           | Bulgaria, Ucraina                                  | Date insuficiente                |          |
| Familia: Pomatomidae                                                                                                 |                                     |                                                         |                  |                                                    |                                  |          |
| Pomatomus saltatrix                                                                                                  | (Linnaeus, 1766)                    | Lufar                                                   | Nativă           | Bulgaria, Georgia, România, Rusia, Turcia, Ucraina | Vulnerabilă                      |          |
| Familia: Echeneidae                                                                                                  |                                     |                                                         |                  |                                                    |                                  |          |
| Echeneis naucrates                                                                                                   | (Linnaeus, 1758)                    | Pește ventuză dungat                                    | Accidentală      | Bulgaria, Turcia                                   | Neamenințată cu dispariția       |          |
| Familia: Sciaenidae                                                                                                  |                                     |                                                         |                  |                                                    |                                  |          |
| Argyrosomus regius                                                                                                   | Asso, 1801                          | Culbin, Milacop argintiu                                | Nativă           | Bulgaria                                           | Neamenințată cu dispariția       |          |
| Sciaena umbra (Corvina umbra)                                                                                        | (Linnaeus, 1758)                    | Corb de mare                                            | Nativă           | Bulgaria, Georgia, România, Rusia, Turcia, Ucraina | Aproape amenințată cu dispariția |          |
| Umbrina cirrosa (Sciaena cirrosa)                                                                                    | (Linnaeus, 1758)                    | Milacop                                                 | Nativă           | Bulgaria, Georgia, România, Rusia, Turcia, Ucraina | Vulnerabilă                      |          |
| Familia: Serranidae                                                                                                  |                                     |                                                         |                  |                                                    |                                  |          |
| Serranus cabrilla | (Linnaeus, 1758)                    | Biban de mare                                           | Nativă           | Bulgaria, România, Turcia, Ucraina                 | Neamenințată cu dispariția       |          |
| Serranus hepatus | (Linnaeus, 1758)                    | Biban de mare mediteranean                              | Invazivă         | România, Turcia                                    | Neamenințată cu dispariția       |          |
| Serranus scriba | (Linnaeus, 1758)                    | Biban de mare pătat                                     | Nativă           | Bulgaria, Georgia, România, Rusia, Turcia, Ucraina | Neamenințată cu dispariția       |          |
| Familia: Sparidae |                                     |                                                         |                  |                                                    |                                  |          |
| Boops boops | (Linnaeus, 1758)                    | Gupă                                                    | Nativă           | Bulgaria, Georgia, România, Rusia, Turcia, Ucraina | Neamenințată cu dispariția       |          |
| Dentex dentex | (Linnaeus, 1758)                    | Dințat                                                  | Nativă           | Bulgaria, România, Turcia, Ucraina                 | Vulnerabilă                      |          |
| Diplodus annularis                                                                                                   | (Linnaeus, 1758)                    | Sparos, Caras de mare                                   | Nativă           | Bulgaria, Georgia, România, Rusia, Turcia, Ucraina | Neamenințată cu dispariția       |          |
| Diplodus puntazzo (Charax puntazzo)                                                                                  | Cetti, 1777                         | Hienă de mare, Carax                                    | Nativă           | Bulgaria, Georgia, România, Rusia, Turcia, Ucraina | Neamenințată cu dispariția       |          |
| Diplodus sargus | (Linnaeus, 1758)                    | Sparus cu coada neagră, Sparos alb                      | Nativă           | Bulgaria, Turcia, Ucraina                          | Neamenințată cu dispariția       |          |
| Diplodus vulgaris | (Geoffroy Saint-Hilaire, 1817)      | Sparus negru, Doradă comună dungată                     | Nativă           | Bulgaria, Turcia                                   | Neamenințată cu dispariția       |          |
| Lithognathus mormyrus                                                                                                | (Linnaeus, 1758)                    | Pagel dungat                                            | Accidentală      | Bulgaria                                           | Neamenințată cu dispariția       |          |
| Oblada melanura | (Linnaeus, 1758)                    | Obladă                                                  | Nativă           | Bulgaria, Turcia                                   | Neamenințată cu dispariția       |          |
| Pagellus erythrinus                                                                                                  | (Linnaeus, 1758)                    | Pagel, Pagel roșu, Sparid                               | Nativă           | Bulgaria, Georgia, România, Rusia, Turcia, Ucraina | Neamenințată cu dispariția       |          |
| Sarpa salpa (Boops salpa)                                                                                            | (Linnaeus, 1758)                    | Salpă                                                   | Nativă           | Bulgaria, Georgia, România, Turcia, Ucraina        | Neamenințată cu dispariția       |          |
| Sparus aurata | Linnaeus, 1758                      | Doradă                                                  | Nativă           | Bulgaria, Georgia, România,Turcia, Ucraina         | Neamenințată cu dispariția       |          |
| Spondyliosoma cantharus                                                                                              | (Linnaeus, 1758)                    | Cantar                                                  | Nativă           | Bulgaria, Turcia                                   | Neamenințată cu dispariția       |          |
| Familia: Sphyraenidae                                                                                                |                                     |                                                         |                  |                                                    |                                  |          |
| Sphyraena pinguis | (Günther, 1874)                     | Baracudă roșie                                          | Accidentală      | Bulgaria, Ucraina                                  | Neevaluată                       |          |
| Sphyraena sphyraena                                                                                                  | (Linnaeus, 1758)                    | Luci, Baracudă europeană                                | Nativă           | Bulgaria, România, Ucraina                         | Neamenințată cu dispariția       |          |
| Familia: Trichiuridae                                                                                                |                                     |                                                         |                  |                                                    |                                  |          |
| Lepidopus caudatus                                                                                                   | (Euphrasen, 1788)                   | Pește sabie, Pește sabie cu coadă, Pește teacă          | Accidentală      | Bulgaria, Turcia                                   | Date insuficiente                |          |
| Familia: Scombridae                                                                                                  |                                     |                                                         |                  |                                                    |                                  |          |
| Auxis rochei | (Lacépède, 1800)                    | Ton negru                                               | Nativă           | Bulgaria, Turcia                                   | Neamenințată cu dispariția       |          |
| Euthynnus alletteratus                                                                                               | (Rafinesque, 1810)                  | Ton mic                                                 | Nativă           | Bulgaria, Turcia                                   | Neamenințată cu dispariția       |          |
| Sarda sarda | Bloch, 1793                         | Pălămidă                                                | Nativă           | Bulgaria, Georgia, România, Rusia, Turcia, Ucraina | Neamenințată cu dispariția       |          |
| Scomber colias (Pneumatophorus colias)                                                                               | Gmelin, 1789                        | Colios                                                  | Nativă           | Bulgaria, Georgia, România, Rusia, Turcia, Ucraina | Neamenințată cu dispariția       |          |
| Scomber japonicus | Houttuyn,1782                       | Macrou spaniol                                          | Nativă           | Bulgaria, România, Turcia, Ucraina                 | Neamenințată cu dispariția       |          |
| Scomber scombrus | Linnaeus, 1758                      | Scrumbie albastră, Macrou de Atlantic                   | Nativă           | Bulgaria, Georgia, România, Rusia, Turcia, Ucraina | Neamenințată cu dispariția       |          |
| Thunnus thynnus | (Linnaeus, 1758)                    | Ton, Ton roșu                                           | Nativă           | Bulgaria, Georgia, România, Rusia, Turcia, Ucraina | Amenințată cu dispariția         |          |
| Familia: Xiphiidae                                                                                                   |                                     |                                                         |                  |                                                    |                                  |          |
| Xiphias gladius | Linnaeus, 1758                      | Pește spadă                                             | Nativă           | Bulgaria, Georgia, România, Rusia, Turcia, Ucraina | Neamenințată cu dispariția       |          |
| Familia: Ammodytidae                                                                                                 |                                     |                                                         |                  |                                                    |                                  |          |
| Gymnammodytes cicerelus                                                                                              | (Rafinesque, 1810)                  | Uva                                                     | Nativă           | Bulgaria, Georgia, România, Rusia, Turcia, Ucraina | Neamenințată cu dispariția       |          |
| Familia: Trachinidae                                                                                                 |                                     |                                                         |                  |                                                    |                                  |          |
| Trachinus draco | Linnaeus, 1758                      | Dragon, Drac de mare                                    | Nativă           | Bulgaria, Georgia, România, Rusia, Turcia, Ucraina | Neamenințată cu dispariția       |          |
| Familia: Uranoscopidae                                                                                               |                                     |                                                         |                  |                                                    |                                  |          |
| Uranoscopus scaber                                                                                                   | Linnaeus, 1758                      | Bou de mare                                             | Nativă           | Bulgaria, Georgia, România, Rusia, Turcia, Ucraina | Neamenințată cu dispariția       |          |
| Ordinul: Pleuronectiformes                                                                                           |                                     |                                                         |                  |                                                    |                                  |          |
| Familia: Scophthalmidae                                                                                              |                                     |                                                         |                  |                                                    |                                  |          |
| Scophthalmus maeoticus (Psetta maxima maeotica)                                                                      | (Pallas, 1814)                      | Calcan                                                  | Nativă           | Bulgaria, Georgia, România, Rusia, Turcia, Ucraina | Neevaluată                       |          |
| Scophthalmus maximus (Psetta maxima torosa, Psetta maxima)                                                           | (Linnaeus, 1758)                    | Calcan de Azov                                          | Nativă           | Bulgaria, România, Rusia, Turcia, Ucraina          | Neevaluată                       |          |
| Scophthalmus rhombus                                                                                                 | (Linnaeus, 1758)                    | Calcan mic                                              | Nativă           | Bulgaria, România, Rusia, Turcia, Ucraina          | Neevaluată                       |          |
| Familia: Bothidae |                                     |                                                         |                  |                                                    |                                  |          |
| Arnoglossus kessleri                                                                                                 | (Schmidt, 1915)                     | Arnoglosă, Arnoglosa Kessler                            | Nativă           | Bulgaria, Georgia, Rusia, Turcia, Ucraina          | Date insuficiente                |          |
| Arnoglossus laterna                                                                                                  | (Walbaum, 1792)                     | Arnoglosă mediteraneană                                 | Nativă           | Bulgaria, Turcia                                   | Neamenințată cu dispariția       |          |
| Arnoglossus thori | (Kyle, 1913)                        | Arnoglosă Thor                                          | Nativă           | Bulgaria, Turcia                                   | Date insuficiente                |          |
| Familia: Pleuronectidae                                                                                              |                                     |                                                         |                  |                                                    |                                  |          |
| Platichthys flesus                                                                                                   | Linnaeus, 1758                      | Cambulă                                                 | Nativă           | Bulgaria, Georgia, România, Rusia, Turcia, Ucraina | Neamenințată cu dispariția       |          |
| Familia: Soleidae |                                     |                                                         |                  |                                                    |                                  |          |
| Buglossidium luteum                                                                                                  | (Risso, 1810)                       | Limbă de mare galbenă, Limbă de mare mică               | Nativă           | Bulgaria, Turcia                                   | Neamenințată cu dispariția       |          |
| Microchirus variegatus                                                                                               | (Donovan, 1808)                     | Limbă de mare vărgată                                   | Nativă           | Bulgaria, Turcia                                   | Neamenințată cu dispariția       |          |
| Pegusa nasuta (Solea nasuta, Solea lascaris)                                                                         | (Pallas, 1814)                      | Limbă de mare                                           | Nativă           | Bulgaria, Georgia, România, Rusia, Turcia, Ucraina | Neamenințată cu dispariția       |          |
| Solea solea | (Linnaeus, 1758)                    | Limbă de mare comună, Limbă de mare europeană           | Nativă           | Bulgaria, Turcia                                   | Date insuficiente                |          |
| Ordinul: Tetraodontiformes                                                                                           |                                     |                                                         |                  |                                                    |                                  |          |
| Familia: Balistidae                                                                                                  |                                     |                                                         |                  |                                                    |                                  |          |
| Balistes capriscus                                                                                                   | (Gmelin, 1789)                      | Balistă                                                 | Nativă           | Bulgaria, Turcia, Ucraina                          | Vulnerabilă                      |          |